# Eugène Boudin
Eugène Boudin (Honfleur, 12 de julio de 1824-Deauville, 8 de agosto de 1898) fue uno de los primeros paisajistas franceses en pintar al aire libre. La mayoría de su obra son paisajes marinos que ganaron los elogios tanto de Charles Baudelaire como de Camille Corot.

## Biografía
Nació en Honfleur, Normandía y era hijo de un piloto de buques. Trabajó como ayudante de a bordo en los viajes entre Le Havre y Honfleur, por el estuario del río Sena. Cuando su padre abandonó este trabajo, Eugène tampoco prosiguió ya que no tenía una verdadera vocación.
En 1835 su familia se mudó a Le Havre, en donde su padre puso una papelería y hacía marcos para cuadros. Él comenzó a trabajar como asistente en un negocio similar antes de abrir el suyo. Allí entró en contacto con artistas que trabajaban en la zona y exhibían sus obras en el negocio, entre ellos Constant Troyon y Jean-François Millet, quienes junto con Eugène Isabey y Thomas Couture alentaron al joven Boudin a seguir una carrera artística.
A la edad de 22 años Eugène abandonó el mundo del comercio y comenzó a pintar como actividad principal. Al año siguiente viajó a París y luego a Flandes. En 1850 ganó una beca que le permitió mudarse a París, aunque retornaba a Normandía con regularidad para pintar y, a partir de 1855, hizo viajes regulares a Bretaña.
Los maestros neerlandeses del siglo XVII le influyeron profundamente, y en reuniones con el pintor neerlandés Johan Jongkind, quien ya era conocido en los círculos artísticos franceses, Boudin fue aconsejado por su nuevo amigo que pintara al aire libre (en plein air). El también trabajó con Troyon y Isabey, y en 1859 conoció a Gustave Courbet, quien le presentó a Charles Baudelaire, el primer crítico en atraer la atención del público hacia el talento de Boudin, cuando el artista hizo su debut en el Salón de París en el año 1859.
En 1857 Boudin conoció a Claude Monet. A Monet no le gustaban sus cuadros y rechazó una oferta para conocer a Boudin hecha por el mercader. Sin embargo, en una ocasión, al entrar a la tienda de marcos, Monet no se percató que Boudin se encontraba presente y el comerciante aprovechó la oportunidad para presentarle a Boudin al dibujante de las caricaturas. El pintor alabó el talento de Monet y le aconsejó no limitarse al dibujo y que pintase paisajes. A partir de ahí trabajaron juntos durante varios meses en el estudio de Boudin. Los dos fueron amigos de por vida y después Monet rindió homenaje a la influencia temprana de Boudin. Boudin junto con Monet y sus amigos se reunieron para hacer la primera muestra impresionista en 1874, pero nunca se consideró a sí mismo como un innovador.
La creciente reputación de Boudin le permitió viajar mucho en la década de 1870. Visitó Bélgica, los Países Bajos y el sur de Francia y entre 1892 y 1895 hizo viajes regulares a Venecia. Continuó exhibiendo en los salones parisinos, y recibió una medalla por el tercer lugar en el Salón de París de 1881 y una medalla de oro en la Exposition Universelle de 1889. En 1892 Boudin fue nombrado caballero de la Légion d'honneur, una especie de reconocimiento tardío a su talento e influencia en el arte de sus contemporáneos.
Está enterrado en el Cementerio Saint-Vincent de Montmartre.

## Galería

Canal de Bruselas (1871).
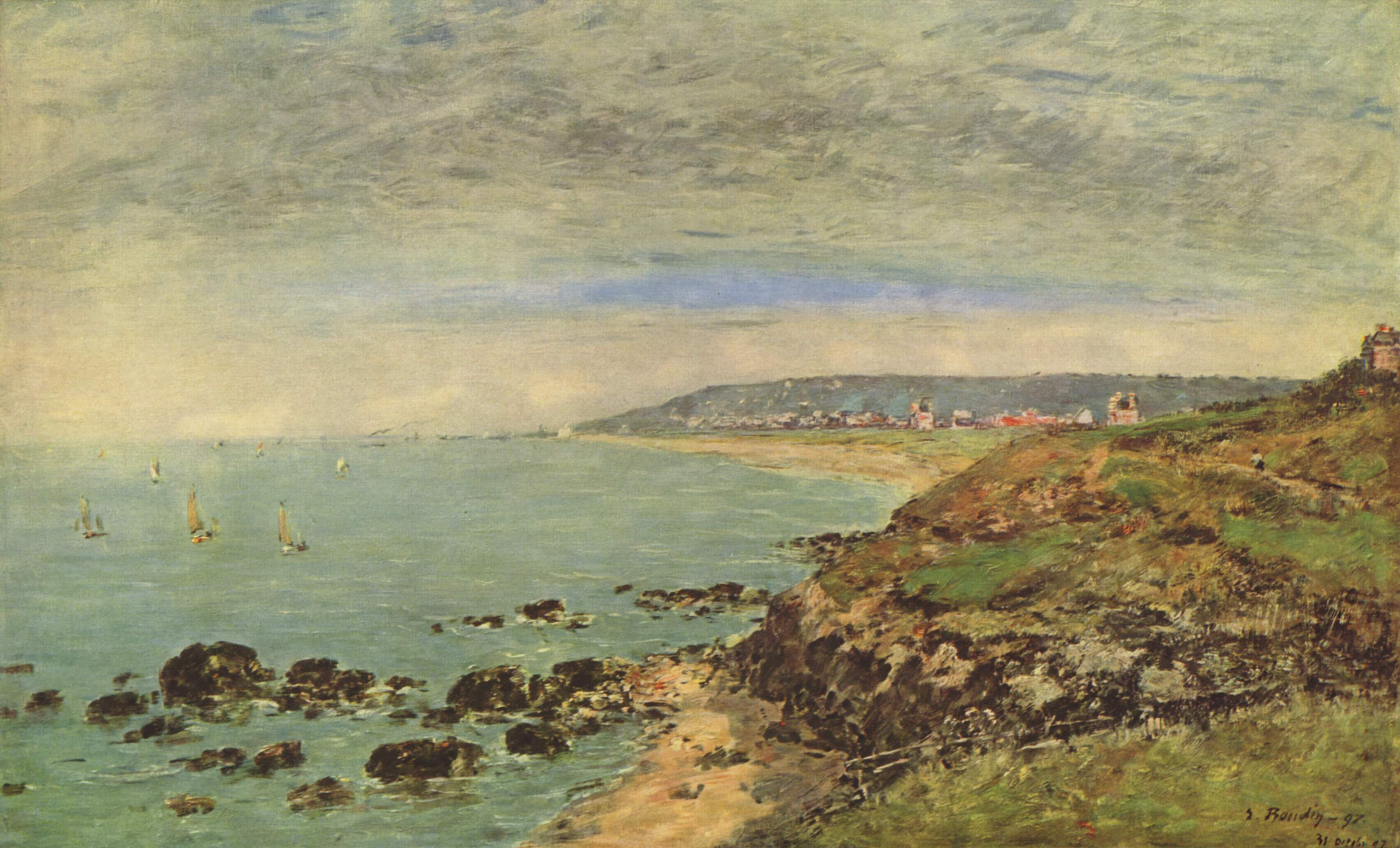
La costa atlántica en Benerville (1897), Museo Boymans Van Beuningen.
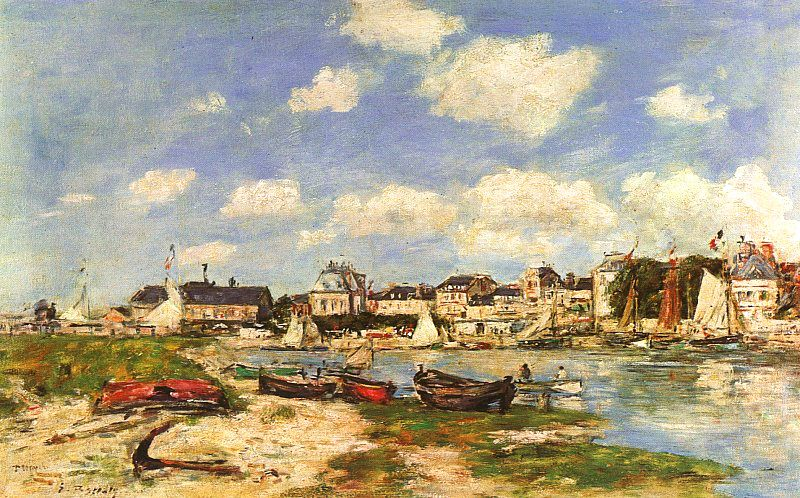
Trouville (1864).
La playa de Villerville, 1864, Galería Nacional de Arte, Washington D. C.
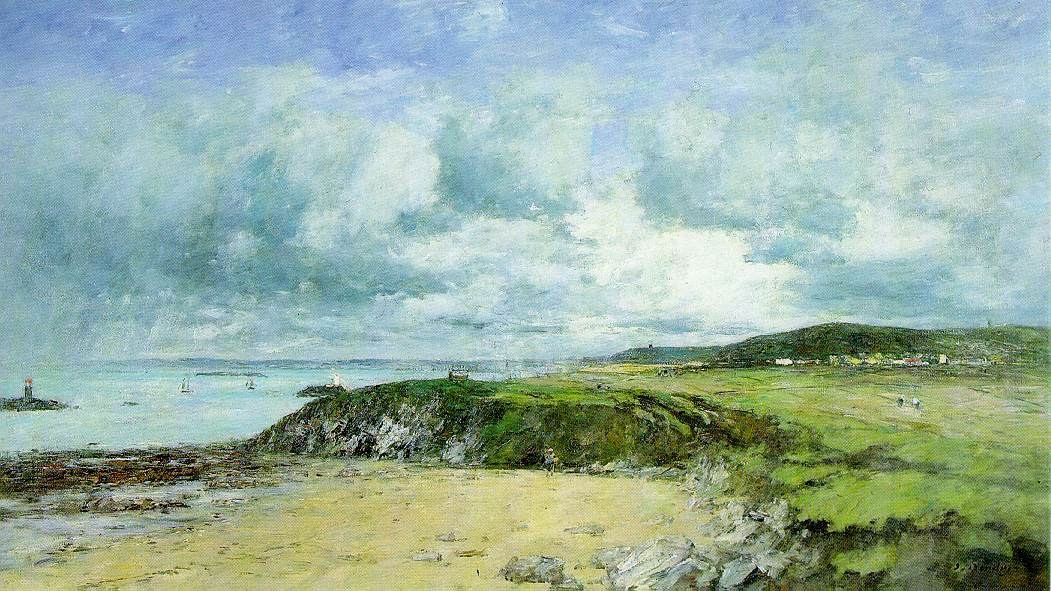
Costa de Portrieux, Côtes-d'Armor (1874).
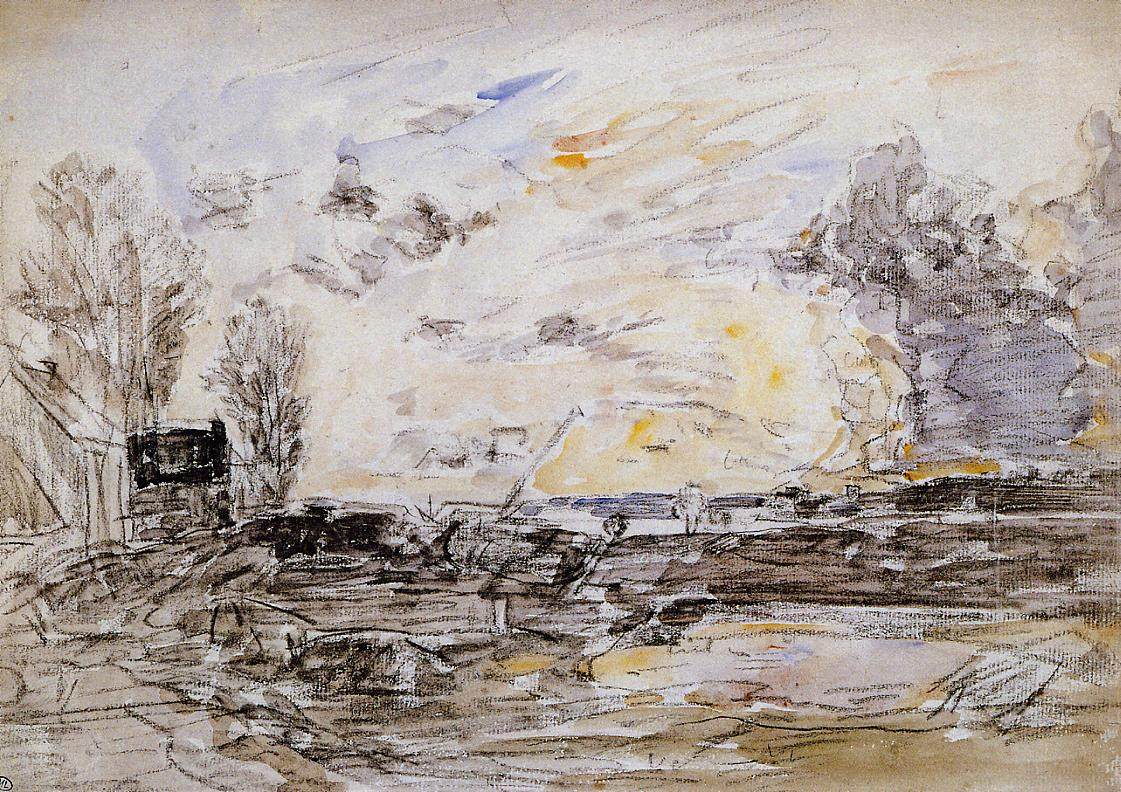
Paisaje con puesta de sol, 1880-1890, Acuarela, Museo de Orsay, París.
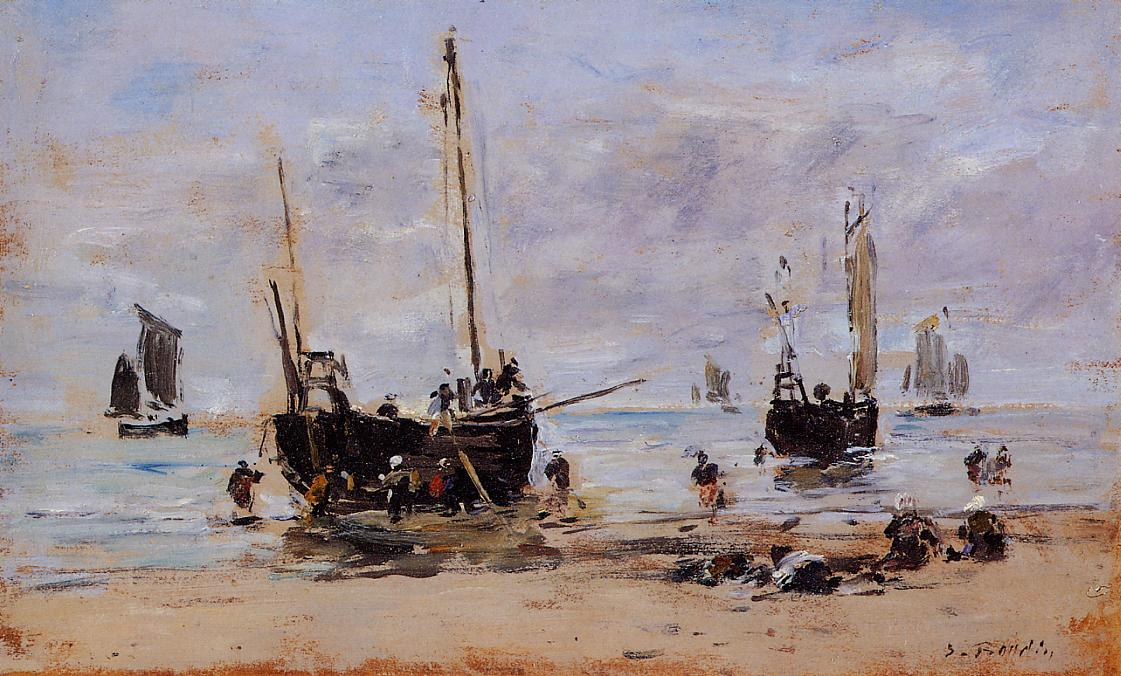
Berck, pescadores en la marea baja
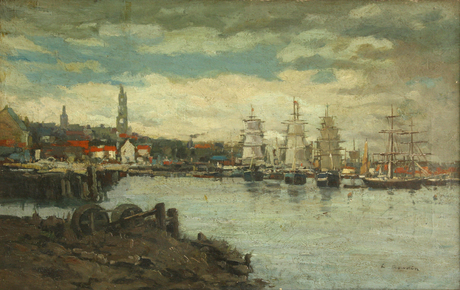
Puerto de mar, Galería nacional de Armenia.
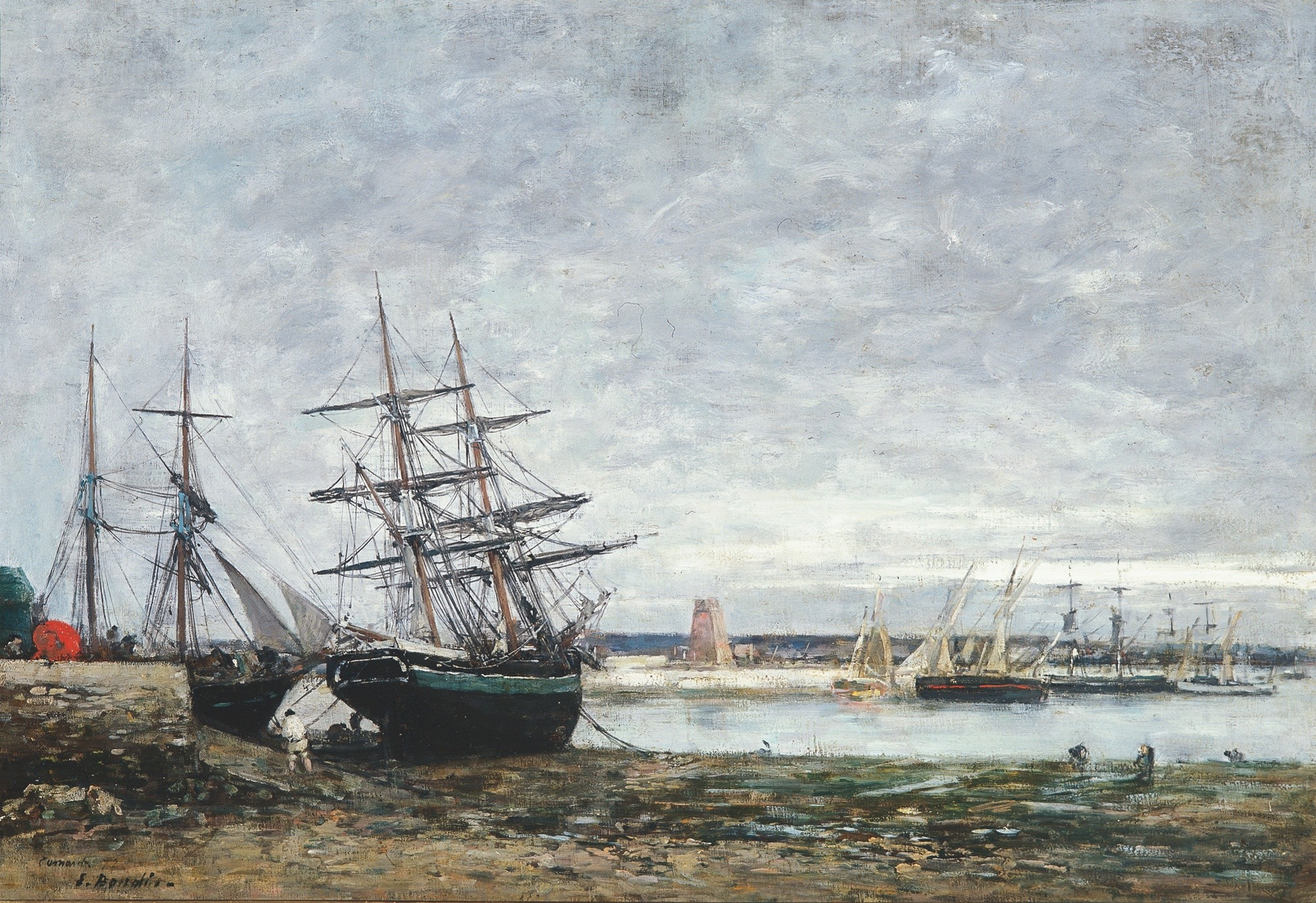
Camaret, marée basse dans la rade
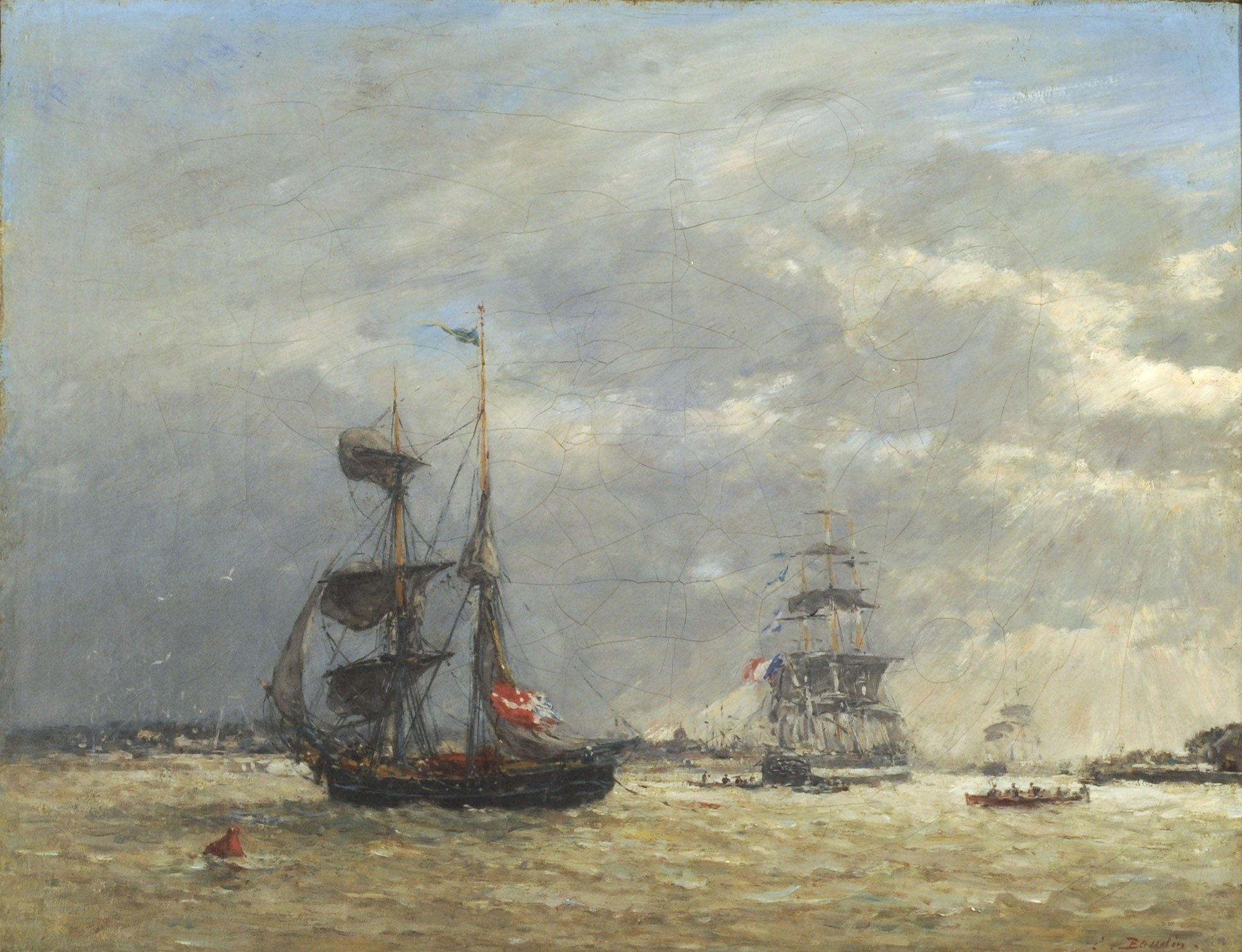
L'Escaut par temps orageux